# Syd Mead
Syd Mead, ameriški industrijski oblikovalec, * 18. julij 1933, Saint Paul, Minnesota, ZDA, † 30. december 2019, Pasadena, Kalifornija, ZDA.
Mead je najbolj znan po svojih oblikovanjih vozil za znanstvenofantastične filme kot so: Iztrebljevalec (Blade Runner), Alieni (Aliens), Tron ali Misija na Mars (Mission to Mars). V filmih njegov doprinos navajajo kot »vizualni futurizem« ali »konceptualno oblikovanje«. Leta 1997 je sodeloval tudi pri oblikovanju v četrtem nadaljevanju računalniške igre Wing Commander - Prophecy.